# Nummer 1-hits in de Billboard Hot 100 in 1965
Deze hits stonden in 1965 op nummer 1 in de Billboard Hot 100.
| Datum        | Artiest                           | Titel                                        |
| ------------ | --------------------------------- | -------------------------------------------- |
| 2 januari    | The Beatles                       | I feel fine                                  |
| 9 januari    | The Beatles                       | I feel fine                                  |
| 16 januari   | The Supremes                      | Come see about me                            |
| 23 januari   | Petula Clark                      | Downtown                                     |
| 30 januari   | Petula Clark                      | Downtown                                     |
| 6 februari   | The Righteous Brothers            | You've lost that lovin' feelin'              |
| 13 februari  | The Righteous Brothers            | You've lost that lovin' feelin'              |
| 20 februari  | Gary Lewis & the Playboys         | This diamond ring                            |
| 27 februari  | Gary Lewis & the Playboys         | This diamond ring                            |
| 6 maart      | The Temptations                   | My girl                                      |
| 13 maart     | The Beatles                       | Eight days a week                            |
| 20 maart     | The Beatles                       | Eight days a week                            |
| 27 maart     | The Supremes                      | Stop! In the name of love                    |
| 3 april      | The Supremes                      | Stop! In the name of love                    |
| 10 april     | Freddie & the Dreamers            | I'm telling you now                          |
| 17 april     | Freddie & the Dreamers            | I'm telling you now                          |
| 24 april     | Wayne Fontana and The Mindbenders | Game of love                                 |
| 1 mei        | Herman's Hermits                  | Mrs. Brown you've got a lovely daughter      |
| 8 mei        | Herman's Hermits                  | Mrs. Brown you've got a lovely daughter      |
| 15 mei       | Herman's Hermits                  | Mrs. Brown you've got a lovely daughter      |
| 22 mei       | The Beatles                       | Ticket to ride                               |
| 29 mei       | The Beach Boys                    | Help me Rhonda                               |
| 5 juni       | The Beach Boys                    | Help me Rhonda                               |
| 12 juni      | The Supremes                      | Back in my arms again                        |
| 19 juni      | The Four Tops                     | I can't help myself (Sugar pie, honey bunch) |
| 26 juni      | The Byrds                         | Mr. Tambourine man                           |
| 3 juli       | The Four Tops                     | I can't help myself (Sugar pie, honey bunch) |
| 10 juli      | The Rolling Stones                | (I can't get no) Satisfaction                |
| 17 juli      | The Rolling Stones                | (I can't get no) Satisfaction                |
| 24 juli      | The Rolling Stones                | (I can't get no) Satisfaction                |
| 31 juli      | The Rolling Stones                | (I can't get no) Satisfaction                |
| 7 augustus   | Herman's Hermits                  | I'm Henry VIII, I am                         |
| 14 augustus  | Sonny & Cher                      | I got you babe                               |
| 21 augustus  | Sonny & Cher                      | I got you babe                               |
| 28 augustus  | Sonny & Cher                      | I got you babe                               |
| 4 september  | The Beatles                       | Help!                                        |
| 11 september | The Beatles                       | Help!                                        |
| 18 september | The Beatles                       | Help!                                        |
| 25 september | Barry McGuire                     | Eve of destruction                           |
| 2 oktober    | The McCoys                        | Hang on Sloopy                               |
| 9 oktober    | The Beatles                       | Yesterday                                    |
| 16 oktober   | The Beatles                       | Yesterday                                    |
| 23 oktober   | The Beatles                       | Yesterday                                    |
| 30 oktober   | The Beatles                       | Yesterday                                    |
| 6 november   | The Rolling Stones                | Get off of my cloud                          |
| 13 november  | The Rolling Stones                | Get off of my cloud                          |
| 20 november  | The Supremes                      | I hear a symphony                            |
| 27 november  | The Supremes                      | I hear a symphony                            |
| 4 december   | The Byrds                         | Turn! Turn! Turn!                            |
| 11 december  | The Byrds                         | Turn! Turn! Turn!                            |
| 18 december  | The Byrds                         | Turn! Turn! Turn!                            |
| 25 december  | The Dave Clark Five               | Over and over                                |

1940 ·
1941 · 
1942 ·
1943 ·
1944 ·
1945 ·
1946 ·
1947 ·
1948 ·
1949 ·
1950 ·
1951 ·
1952 ·
1953 ·
1954 ·
1955 ·
1956 ·
1957 ·
1958 ·
1959 ·
1960 ·
1961 ·
1962 ·
1963 ·
1964 ·
1965 ·
1966 ·
1967 ·
1968 ·
1969 ·
1970 ·
1971 ·
1972 ·
1973 ·
1974 ·
1975 ·
1976 ·
1977 ·
1978 ·
1979 ·
1980 ·
1981 ·
1982 ·
1983 ·
1984 ·
1985 ·
1986 ·
1987 ·
1988 ·
1989 ·
1990 ·
1991 ·
1992 ·
1993 ·
1994 ·
1995 ·
1996 ·
1997 ·
1998 ·
1999 ·
2000 ·
2001 ·
2002 ·
2003 ·
2004 ·
2005 ·
2006 ·
2007 ·
2008 ·
2009 ·
2010 ·
2011 ·
2012 ·
2013 ·
2014 ·
2015 ·
2016 ·
2017 ·
2018 ·
2019 ·
2020 ·
2021 ·
2022 ·
2023
- Nederland (Top 40)
- Duitsland
- Noorwegen
- Oostenrijk
- Verenigd Koninkrijk
- Verenigde Staten (Hot 100)